# (2331) Parvulesco
Pour les articles homonymes, voir Parvulesco.
(2331) Parvulesco est un astéroïde de la ceinture principale découvert le 12 mars 1936 à Uccle par l'astronome belge Eugène Joseph Delporte. Il est dédié à l'astronome roumain Constantin Al. Pârvulescu (ro) (1890-1945).

## Historique
Sa désignation provisoire était 1936 EA.

## Caractéristiques
Sa distance minimale d'intersection de l'orbite terrestre est de 0,909 335 ua.